# Paraguay op de Olympische Zomerspelen 1976
Paraguay nam deel aan de Olympische Zomerspelen 1976 in Montréal, Canada. Net als bij de twee eerdere deelnames werd geen medaille gewonnen.

## Deelnemers en resultaten
m = mannen

### Atletiek
| Olympiër        | Discipline   | Resultaat | Prestatie |
| --------------- | ------------ | --------- | --------- |
| Eusebio Cardozo | marathon (m) | 43e       | 2:27.22   |

### Schermen
| Olympiër       | Discipline | Resultaat | Prestatie |
| -------------- | ---------- | --------- | --- |
| César Bejarano | sabel (m)  | 39e       | 1ste ronde groep 9: 6de V van ROU Irimiciuc: 2-5 V van FRA Bena: 2-5 V van FRG Weißgerber: 0-5 V van BUL Dimitrov: 4-5 W van THA Horrapun: 5-4 |

### Schietsport
| Olympiër         | Discipline             | Resultaat | Prestatie                  |
| ---------------- | ---------------------- | --------- | -------------------------- |
| Reinaldo Ramírez | 50m geweer 3 houdingen | 55e       | 1015 punten: (379-331-305) |

### Zwemmen
| Olympiër    | Discipline           | Resultaat | Prestatie                |
| ----------- | -------------------- | --------- | ------------------------ |
| Julio Abreu | 200m rugslag (m)     | DNS       | serie 5: niet gestart    |
| Julio Abreu | 200m schoolslag (m)  | 25e       | serie 1: 6de in 2.35,22  |
| Julio Abreu | 200m vlinderslag (m) | 35e       | serie 5: 8ste in 2.13,54 |
| Julio Abreu | 400m wisselslag (m)  | 25e       | serie 5: 5de in 4.46,69  |

Amerikaanse Maagdeneilanden · Andorra · Antigua en Barbuda · Argentinië · Australië · Bahama's · Barbados · België · Belize · Bermuda · Bolivia · Bondsrepubliek Duitsland · Brazilië · Bulgarije · Canada · Chili · Colombia · Costa Rica · Cuba · Denemarken · Dominicaanse Republiek · Duitse Democratische Republiek · Ecuador · Egypte · Fiji · Filipijnen · Finland · Frankrijk · Griekenland · Groot-Brittannië · Guatemala · Haïti · Honduras · Hongarije · Hongkong · Ierland · IJsland · India · Indonesië · Iran · Israël · Italië · Ivoorkust · Jamaica · Japan · Joegoslavië · Kaaimaneilanden · Kameroen · Koeweit · Libanon · Liechtenstein · Luxemburg · Maleisië · Marokko · Mexico · Monaco · Mongolië · Nederland · Nederlandse Antillen · Nepal · Nicaragua · Nieuw-Zeeland · Noord-Korea · Noorwegen · Oostenrijk · Pakistan · Panama · Papoea-Nieuw-Guinea · Paraguay · Peru · Polen · Portugal · Puerto Rico · Roemenië · San Marino · Saoedi-Arabië · Senegal · Singapore · Sovjet-Unie · Spanje · Suriname · Thailand · Trinidad en Tobago · Tsjecho-Slowakije · Tunesië · Turkije · Uruguay · Venezuela · Verenigde Staten · Zuid-Korea · Zweden · Zwitserland